# Mayte Gómez Molina
Mayte Gómez Molina   (Madrid, 1993) és una artista digital, investigadora i escriptora espanyola, guanyadora el 2023 del Premi Nacional de Poesia Jove Miguel Hernández amb l'obra Los trabajos sin Hércules. Treballa en un grup de recerca d'art digital en 3D a l'Institut Tecnològic de Karlsruhe.

## Trajectòria
Granadina tot i que nascuda a Madrid, Gómez va començar estudis de Belles Arts i després va cursar Comunicació Audiovisual. Va ser becària del Programa Fullbright el període 2019-2021, fet que li va permetre estudiar un màster de Cinema, Vídeo, Nous Mitjans i Animació a l'Institut d'Art de Chicago. Més endavant, va realitzar el documental Como ardilla en el agua, juntament amb la seva mare, Mayte Molina, que va obtenir el premi Panorama Andaluz al Festival de Cinema Europeu de Sevilla.
Com a artista, ha participat a Immaterial TV de l'espai cultural la Tabakalera de Sant Sebastià, al festival Me gustas Pixelad_ a La Casa Encendida de Madrid, a l'exposició Frame & Frequency VII a Rockville, i a la secció oficial Supernova Digital Arts Festival de Denver.
El 2021 va realitzar a la Universitat de Granada la seva primera exposició individual titulada «Me veo la nuca». Aquell mateix any, va publicar per primera vegada una obra escrita, el poemari Mi piel virtual, cansada, una peça que naixia d'aquesta primera exposició. Després del premiat Los trabajos sin Hércules, el 2024 va publicar Circuito cerrado de vigilancia.